# 아길라스 도라다스
아길라스 도라다스(Águilas Doradas)는 콜롬비아에 위치한 리오네그로를 연고로 하는 축구팀이다. 1991년 11월에 본래 이타귀라는 도시에서 '인두스트리알 이타귀'라는 이름으로 창단하였다. 이 구단은 구단명의 변경이 잦았던 팀이다.

## 역사
1991년 이타귀에서 창단하여 카테고리아 프리메라 B에 참가하였다. 2010년 카테고리아 프리메라 B에서 좋은 성적을 거두어 우승을 일궈냈다. 카테고리아 프리메라 A 2011에 '이타귀 디타이레스'라는 이름으로 콜롬비아 축구 최상위 리그에 첫 등장을 알렸다.
그러나 2014년 이타귀 시 당국과 금융 문제로 마찰을 빚었고, 결국 시에 의해 연고지에서 쫓겨나고 만다. 구단은 새로운 연고지로 페레이라를 선택했으며, 구단명을 '아길라스 페레이라'로 변경했다. 2015년 3월 구단은 다시 연고지를 리오네그로로 변경했고, 구단명을 '아길라스 도라다스'(황금 독수리들)로 변경했다.
2016년 1월 5일 구단명을 '리오네그로 아길라스'로 변경했다. 한 동안 팀 컬러를 황금색을 선택해 온 이 구단은 이 때 본래 전통적으로 유지해 오던 붉은색을 팀 컬러로 다시 변경했다.

## 선수단

### 현재 선수 명단
2016년 11월 2일 기준

참고: FIFA 자격 규정에 따라 소속된 국가대표팀 국기를 표시합니다. 선수는 복수의 FIFA 비회원국 국적을 가지고 있을 수 있습니다.
| 번호 | 포지션 | 국적     | 이름                   |
| ---- | ------ | -------- | ---------------------- |
| 1    | GK     |          | 케빈 피드라히타        |
| 2    | DF     | 콜롬비아 | 엘비스 모스케라        |
| 3    | DF     | 파나마   | 로베르토 첸            |
| 6    | MF     | 콜롬비아 | 케빈 론도뇨            |
| 7    | MF     | 콜롬비아 | 디에고 치카            |
| 8    | MF     | 콜롬비아 | 게일레르 모스케라      |
| 9    | MF     | 콜롬비아 | 에딘손 팔로미노        |
| 10   | MF     | 콜롬비아 | 후안 호세 메수         |
| 11   | MF     | 콜롬비아 | 루이스 에르난 모스케라 |
| 13   | MF     | 콜롬비아 | 요나이데르 오르테가    |
| 14   | FW     | 콜롬비아 | 오스카르 로다스        |
| 15   | FW     | 콜롬비아 | 루이스 파에스          |

| 번호 | 포지션 | 국적     | 이름                |
| ---- | ------ | -------- | ------------------- |
| 16   | DF     | 콜롬비아 | 하니에르 모스케라   |
| 18   | FW     | 콜롬비아 | 에스테반 카스타녜다 |
| 19   | FW     | 콜롬비아 | 안토니 오테로       |
| 23   | DF     | 파나마   | 펠리페 발로이       |
| 24   | DF     | 콜롬비아 | 사무엘 바네가스     |
| 25   | GK     |          | 파블로 토레사가스티 |
| 26   | DF     | 콜롬비아 | 파비오 로드리게스   |
| 27   | DF     | 콜롬비아 | 파비안 비아파라     |
| 28   | DF     | 콜롬비아 | 조니 메사           |
| 29   | GK     | 콜롬비아 | 루이스 우르타도     |
| 30   | FW     | 콜롬비아 | 세자르 아마야       |

## 역대 감독
| 이름                     | 재임기간                           |
| ------------------------ | ---------------------------------- |
| 엑토르 에스트라다        | 1994년 7월 1일 ~ 1995년 6월 30일   |
| 카를로스 호요스          | 2009년 1월 1일 ~ 2009년 11월 11일  |
| 알바로 데 헤수스 고메스  | 2010년 1월 1일 ~ 2010년 11월 30일  |
| 카를로스 호요스          | 2010년 12월 30일 ~ 2011년 4월 30일 |
| 알바로 데 헤수스 고메스  | 2011년 5월 1일 ~ 2011년 12월 31일  |
| 에르난 토레스            | 2012년 1월 1일 ~ 2012년 6월 30일   |
| 레오넬 알바레스          | 2012년 7월 7일 ~ 2012년 12월 13일  |
| 호르헤 루이스 베르날     | 2013년 1월 8일 ~ 2013년 12월 7일   |
| 알베르토 가메로          | 2013년 12월 16일 ~ 2014년 5월 9일  |
| 호르헤 루이스 베르날     | 2014년 6월 3일 ~ 2014년 9월 23일   |
| 오스카르 엑토르 킨타바니 | 2014년 9월 24일 ~ 2014년 12월 31일 |
| 알바로 데 헤수스 고메스  | 2015년 1월 1일 ~ 2015년 4월 1일    |
| 오스카르 엑토르 킨타바니 | 2015년 4월 7일 ~ 2015년 9월 28일   |
| 네스토르 오르테로        | 2015년 9월 29일 ~ 현재             |

## 구단 명칭 변경사
| 시기 | 구단명                |
| ---- | --------------------- |
| 1991 | 인두스트리알 이타귀   |
| 1994 | 데포르티보 안티오키아 |
| 1998 | 이타귀 FC             |
| 2008 | 이타귀 디타이레스     |
| 2014 | 아길레스 도라도스     |
| 2016 | 리오네그로 아길라스   |